# هم‌بستگی

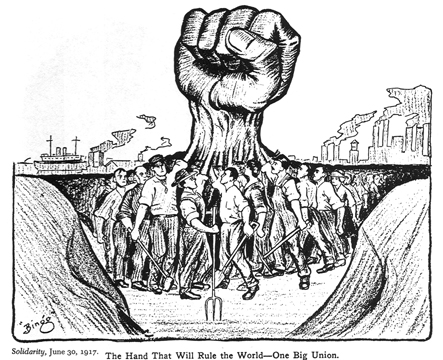
مشت گره کرده در هم‌بستگی با جنبش کارگری

هم‌بستگی، یا مسئولیت مشترک، آگاهی از منافع، اهداف، معیارها، و همدلی‌های مشترکی است که منجر به خلق احساس وحدت در میان گروه‌ها و طبقات می‌شود.   هم‌بستگی به روابط اجتماعی‌ای گفته می‌شود که مردم را در قالب یک واحد به هم پیوند می‌دهد و اصطلاحی است که به طور عمده در علم جامعه شناسی و سایر علوم اجتماعی و همچنین در فلسفه و اخلاق زیستی به کار برده می‌شود.  به‌کارگیری این اصطلاح در آموزه های اجتماعی مسیحیت کاتولیک هم رایج بوده و از مفاهیم بنیادی تفکر سیاسی دموکراسی مسیحی است.
اینکه هم‌بستگی بر چه اساسی شکل می گیرد یا چگونه به عمل درمی‌آید، در جوامع گوناگون متفاوت است. در جوامع در‌حال‌توسعه ممکن است اساساً مبتنی بر خویشاوندی و ارزش‌های مشترک باشد، در حالی که در جوامع توسعه‌یافته‌تر در مورد اساس شکل‌گیری هم‌بستگی، یا یکپارچگی اجتماعی، نظریه‌های متعددی وجود دارد. 
هم‌بستگی یکی از شش اصل منشور حقوق اساسی اتحادیه اروپاست و هر ساله بیستم دسامبر به عنوان روز جهانی هم‌بستگی انسان طی یک مراسم جهانی گرامی داشته می شود. مفاهیم مربوط به هم‌بستگی در بیانیه جهانی اخلاق زیستی و حقوق بشرذکر شده اما به طور دقیق تعریف نشده است.  با توجه به افزایش تحقیقات و رشد تولیدات بیوتکنولوژی و زیست‌پزشکی رسیدن به یک تعریف دقیق از هم‌بستگی در چارچوب نظام سلامت به یک ضرورت تبدیل شده است.